# John Bartlett
John Bartlett (Plymouth, 14 de junho de 1820 — Cambridge, 3 de dezembro de 1905) foi um escritor americano e editor cuja obra mais bem conhecida, Bartlett's Familiar Quotations, tem sido continuamente revisada e republicada por mais de um século após a sua morte.

## Vida
Bartlett nasceu em Plymouth, Massachusetts, e, após completar o colegial, se mudou para Cambridge, também em Massachsetts, onde trabalhou para uma biblioteca privada que prestava serviços para a Universidade Harvard. Anos depois, Bartlett conseguiu montar a sua própria loja de livros.
Bartlett começou a ficar conhecido pelas suas citações de pessoas famosas e, em 1855, editou, de forma particular, o seu primeiro livro de citações, o Familiar Quotations. Aquela edição de 258 páginas continha citações de 169 autores. Um terço das citações da primeira edição tiveram como origem a Bíblia e de trabalhos de William Shakespeare. As outras citações vieram de grandes poetas ingleses. Após servir na Guerra Civil Americana, publicou a sua quarta edição do Familiar Quotaions, desta vez associado a uma famosa gráfica americana, a Little, Brown and Company. Em 1871, Bartlett foi admitido como membro do American Academy of Arts and Sciences. Mesmo após morrer em 1903 em Cambridge, a sua principal obra, Bartlett's Familiar Quotations continua a ser revisado e republicado e atualmente se encontra na décima sétima edição.